# Perry (miasto w stanie Nowy Jork)
Perry – miasto w Stanach Zjednoczonych, w stanie Nowy Jork, w hrabstwie Wyoming.